# Iván Archivaldo Guzmán Salazar
Iván Archivaldo Guzmán Salazar, également connu sous son pseudonyme « El Chapito » (en anglais : « Little Chapo »), est un baron de la drogue mexicain, narcoterroriste, et actuel co-dirigeant du cartel de Sinaloa, avec Ismael Zambada García.
Selon des sources gouvernementales américaines et des observateurs du trafic de stupéfiants, Iván Archivaldo son frère Jesús Alfredo Guzmán Salazar et ses demi-frères Ovidio Guzmán López et Joaquín Guzmán López ont pris le contrôle de la faction du cartel précédemment dirigée par leur père. Ils sont communément appelés « Los Chapitos ». Ovidio Guzmán López a été arrêté le 5 janvier 2023 et extradé vers les États-Unis où il est actuellement emprisonné pour trafic de drogue. Et Joaquín Guzmán López a été arrêté le 25 juillet 2024 et fait actuellement l'objet de procédures judiciaires.

## Biographie

### Jeunesse
Le Département d'État américain a indiqué le 16 décembre 2021 que sa date de naissance était le 15 août 1983 et son lieu de naissance à Zapopan dans l'Etat de Jalisco au Mexique.
Il est le fils du célèbre baron de la drogue mexicain Joaquín « El Chapo » Guzmán et de sa première épouse, Alejandrina Salazar Hernández. Les frères et sœurs d'Iván dans la branche Guzmán Salazar sont Ana Elizabeth Salazar, Raúl Salazar Ramírez et Jesús Alfredo Guzmán Salazar (alias « Alfredo »). 
Selon InSight Crime, les frères Guzmán Salazar, Iván et Jesús, ainsi que leur demi-frère Ovidio Guzmán López, ont été amenés dans le cartel de Sinaloa alors qu'ils étaient adolescents par leur père et son co-chef Ismael "El Mayo" Zambada García.

### Carrière criminel
En avril 2004, Iván aurait été impliqué dans le meurtre de l'étudiante canadienne Kristen Deyell et de son compagnon mexicain César Augusto Pulido Mendoza. L'affaire n'a pas abouti à une conclusion.

### Arrestations
En février 2005, la police municipale de Zapopan (ZMP) a arrêté Iván Archivaldo Guzmán Salazar, Jorge Ozuna Tovar et Alfredo Gómez Díaz alors qu'ils attendaient dans leur véhicule un autre convoi de leurs complices. Avant l'arrestation de Iván , la ZMP avait observé un homme se faire éjecter d'un véhicule. La ZMP a poursuivi le véhicule et a finalement arrêté cinq individus identifiés plus tard comme des complices de Guzmán Salazar.
Début juin 2005, Chapo a versé une caution de 55 000 dollars et Iván a été libéré ; la police fédérale l'a rapidement arrêté à nouveau. 
Le gouvernement a emprisonné Iván Archivaldo au Centre fédéral de réadaptation sociale n° 1 « La Palma » en attendant son procès pour blanchiment d'argent. Selon un reportage de la journaliste Anabel Hernandez, Iván Archivaldo aurait demandé à son père de lui envoyer des vêtements plus chauds pour affronter le froid de la prison. Lorsque Chapo a sollicité l'aide des gardes pour faire passer des vêtements de contrebande, ils ont multiplié leurs honoraires par cinq, pour atteindre 500 000 dollars. Plus tard, Chapo a fait capturer, torturer et assassiner les gardes, puis a abandonné leurs corps démembrés aux abords de l'aéroport international de Mexico.
En 2008, Iván Archivaldo Guzmán Salazar a été reconnu coupable de blanchiment d'argent et condamné à cinq ans de prison. Il a toutefois fait appel du verdict avec succès et a été libéré plus tard dans l'année.

### Kidnapping
Le 15 août 2016, des membres du Cartel de Jalisco Nouvelle Génération (CJNG) ont kidnappé Iván Archivaldo Guzmán Salazar, son frère Jesús Alfredo Guzmán Salazar et quatre autres personnes. L'enlèvement a eu lieu en plein jour dans le restaurant exclusif La Leche, dans la zone touristique animée de Puerto Vallarta. 
La semaine suivante, la famille de Chapo Guzmán et la DEA ont confirmé qu'Alfredo, Iván et les autres avaient été libérés.

### Après l'emprisonnement de El Chapo
En avril 2023, programme de récompenses pour la justice du département d'État américain offre une récompense de 10 millions de dollars pour toute information menant à l'arrestation et/ou à la condamnation d'Iván Archivaldo Guzmán Salazar.